# Coptocercus rubripes
Coptocercus rubripes là một loài Cerambycidae thấy ở Úc.

## Hình ảnh

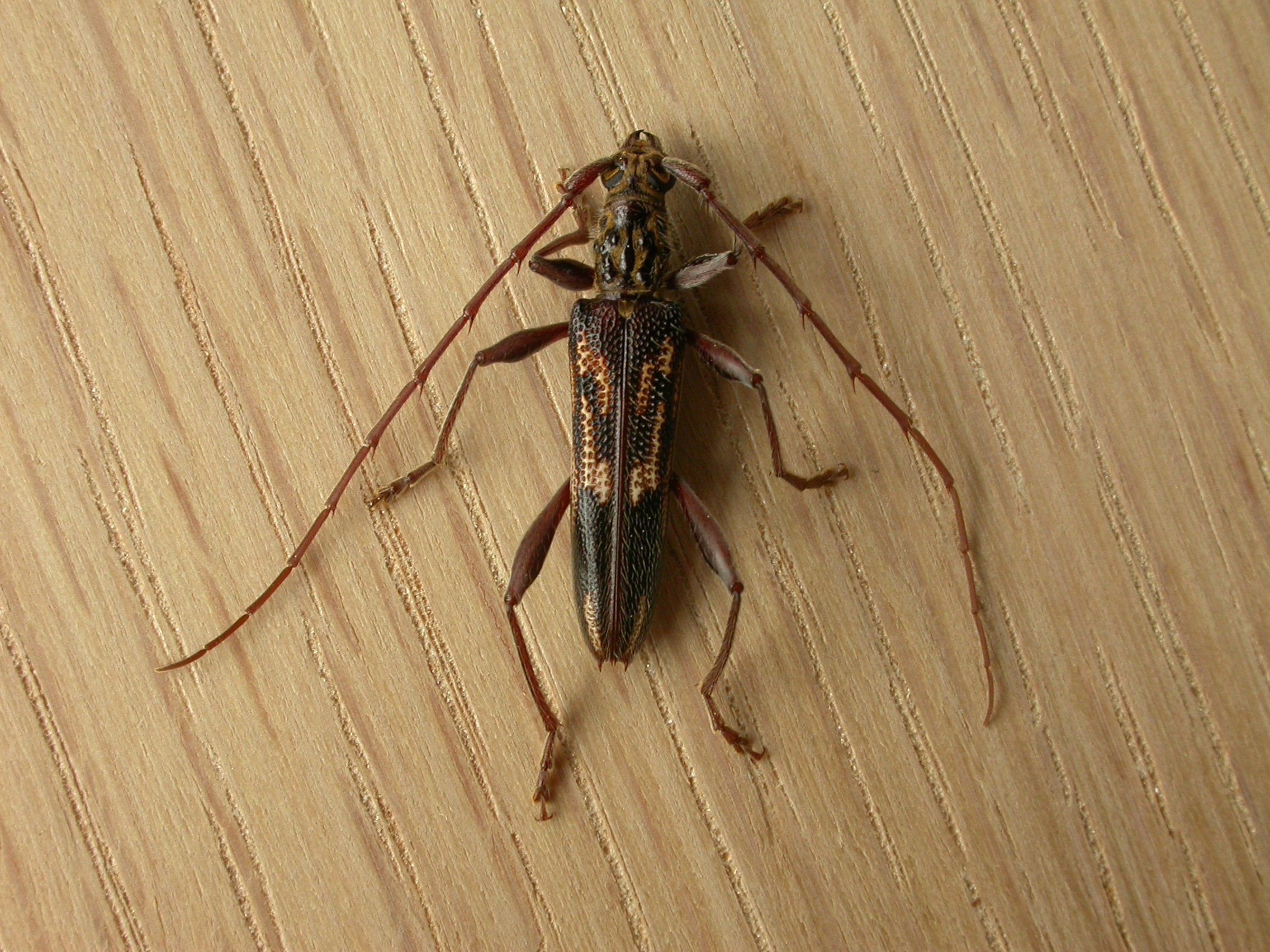
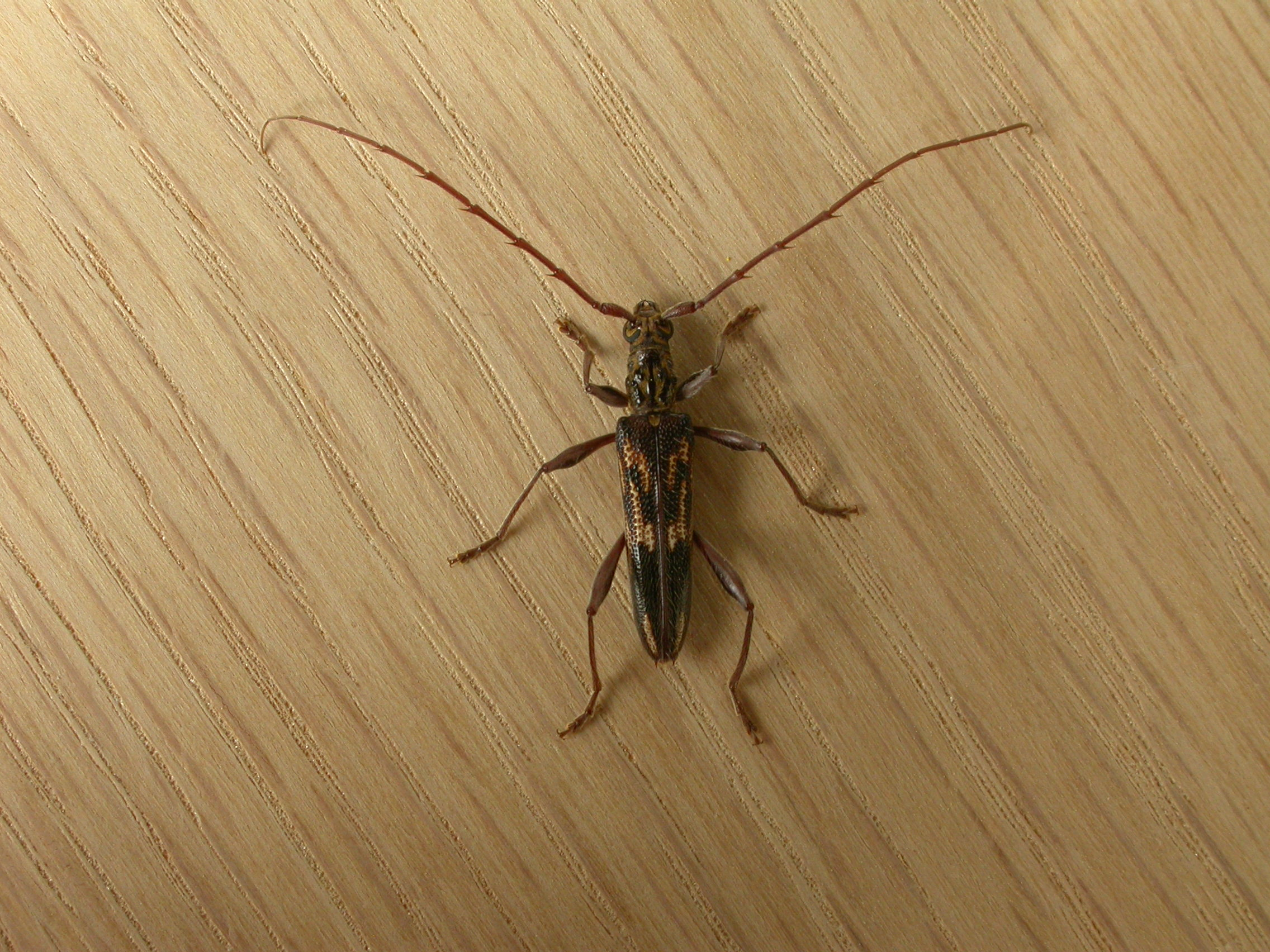